# Gordon Cowperthwaite
Gordon H. Cowperthwaite († 1998) war ein kanadischer Wirtschaftsprüfer.

## Leben
Cowperthwaite studierte an der McGill University (Bachelor of Science), der University of Alberta (MBA) und der Michigan State University (Ph.D.). Er begann seine Tätigkeit als Wirtschaftsprüfer 1943 bei Peat Marwick Mitchell (KPM) in London. Im Zweiten Weltkrieg war er Leutnant in der British Army. 1954 zog er nach Toronto. Von 1970 bis 1980 war er Partner bei KPM. Von 1980 bis 1982 war er Chairman des Unternehmens. Von 1977 bis 1980 war er Chairman des Canadian Institute of Chartered Accountants. 1978 wurde er Ehrendoktor der McGill University. Cowperthwaite war von 1980 bis 1982 Präsident der International Federation of Accountants (IFAC). 1989 erhielt er den ICAO Award of Outstanding Merit. 1994 wurde das Gordon H. Cowperthwaite Centre (GHC Centre) for Accounting Education an der University of Waterloo eingerichtet, wo er als Professor für Accounting tätig war.